# Нехтон ап Сениллт
Нехтон (валл. Nechton) (род. ок. 530 года) — сын Сениллта, короля Галвидела. Около 550 года Кинварх, король Северного Регеда, напал на Галвидел и разбил Сениллта в битве, который погиб в ней. Нехтон бежал в Альт Клуит, откуда он и, король Альт Клуита, Тутагуал совершили поход против Кинварха и выбили его из Галвидела. Нехтон стал королём Галвидела. После смерти Нехтона королём Галвидела стал его сын Рин.